# Synomelix perfida
Synomelix perfida là một loài tò vò trong họ Ichneumonidae.